# Alosa macedonica
Alosa macedonica es una especie de pez de la familia Clupeidae en el orden de los Clupeiformes.

## Morfología
Los machos pueden alcanzar 35,1 cm de largo total y 600 g de peso.

## Reproducción
Tiene lugar entre abril y junio

## Alimentación
Come plancton y peces hueso.

## Distribución geográfica
Se encuentra en Europa: es una especie endémica del lago Bolbe (Grecia).

## Longevidad
Puede llegar a vivir 10 años.

## Estado de conservación
Se ve amenazado por la extracción de agua y la contaminación de su hábitat.